# Roman Rot
Roman Rot pseudnonim Jawor (ur. 9 sierpnia 1904 w Ubyszowie, zm. 4 grudnia 1948) – polski działacz państwowy, powstaniec warszawski, wicewojewoda i pełniący obowiązki wojewody warszawskiego (1947, 1947–1948).

## Życiorys
Syn Ignacego i Florentyny, brat Edwarda ps. „Dąb” (1908–1957), także powstańca warszawskiego. Dosłużył się stopnia porucznika rezerwy piechoty, w czasie II wojny światowej uczestnik konspiracji. Walczył w powstaniu warszawskim w ramach Grupy Północ AK najpierw w Zgrupowaniu „Sienkiewicz”, następnie na odcinku Kuba-Sosna, a ostatecznie w batalionie „Gozdawa”. 28 sierpnia 1944 został ciężko ranny, następnie przetransportowany kanałami do Śródmieścia. Opuścił Warszawę wraz z ludnością cywilną. Po wojnie zajmował stanowisko wicewojewody warszawskiego, natomiast od 27 marca do 12 kwietnia 1947 oraz od 17 stycznia do 5 lutego 1948 pełnił obowiązki wojewody. Zmarł w tym samym roku.
Odznaczono go Złotym Krzyżem Zasługi (1946) za działalność konspiracyjną w okresie okupacji. Pochowany na Cmentarzu Powązkowskim (Starych Powązkach).